# تلاش برای ترور دونالد ترامپ در پنسیلوانیا
در ۱۳ ژوئیه ۲۰۲۴، دونالد ترامپ، رئیس‌جمهور ایالات متحده آمریکا و آن‌گاه نامزد مقرر حزب جمهوری‌خواه در انتخابات ریاست جمهوری ۲۰۲۴، هنگام سخنرانی در محل برگزاری گردهمایی انتخاباتی در باتلر، پنسیلوانیا از اقدام ترور جان سالم به در برد. ترامپ در اثر برخورد گلوله به گوش راست مجروح شد. عامل تیراندازی، توماس متیو کروکسِ ۲۰ ساله و اهل پارک بتل، پنسیلوانیا بود. کروکس هشت گلوله از تفنگ نیمه خودکار ای‌آر-۱۵ از پشت بام ساختمان مجاور محل برگزاری گردهمایی شلیک کرد. او سپس به‌دست یک تک‌تیرانداز از تیم ضد حمله سرویس مخفی کشته شد.
در این حادثه یکی از حضار کشته شد و دو نفر دیگر به شدت زخمی شدند. ترامپ پس از اصابت گلوله، به روی زمین نشست و به‌وسیلهٔ پرسنل سرویس مخفی احاطه شد. سرویس مخفی با خونی که در گوش راستش نمایان بود به او کمک کرد تا سرپا بایستد. ترامپ مشتش را به هوا کوبید و فریاد زد «بجنگ، بجنگ، بجنگ!» او با عجله به سمت وسیله نقلیه رفت و روانهٔ بیمارستان شد. او در شرایط پایدار از بیمارستان مرخص و با هواپیما عازم نیوجرسی شد. تحقیقاتِ مرتبط با این تیراندازی به‌عنوان تلاش نافرجامی برای ترور در حال بررسی است.
از زمان تیراندازی سال ۱۹۸۱ به رونالد ریگان، این نخستین باری بود که رئیس‌جمهور سابق یا کنونی ایالات متحده در یک سوء قصد مجروح شده و نخستین تیراندازی به یک نامزد فعال ریاست‌جمهوری از زمان ترور نافرجام جرج والاس در سال ۱۹۷۲ بود. کارشناسان حادثهٔ تیراندازی را نشانه‌ای از دو قطبی‌شدن فضای سیاسی کشور دانستند و شخصیت‌های سیاسی خواستار کاهش تنش‌ها شدند. این رخداد منجر به همدردی گسترده با ترامپ در رسانه‌های اجتماعی شد. شماری از شخصیت‌ها خواستار افزایش امنیت نامزدهای اصلی انتخابات شدند. کروکس که تفنگ خریداری‌شده قانونی را از پدرش به امانت گرفته بود، سابقه کیفری نداشت و انگیزه وی هنوز مشخص نیست. در پست‌های رسانه‌های اجتماعی یا سایر نوشته‌های او به هیچ دیدگاه سیاسی خاصی اشاره نشده است. بلافاصله پس از تیراندازی، اطلاعات نادرست، دروغ‌رسانی و تئوری‌های توطئه به سرعت در رسانه‌های اجتماعی همه‌گیر شد.

## پیش زمینه
در زمان وقوع این حادثه، دونالد ترامپ نامزد احتمالی جمهوری خواهان در انتخابات ریاست جمهوری ۲۰۲۴ بود. تیراندازی دو روز قبل از شروع کنوانسیون ملی جمهوریخواهان در ۱۵ ژوئیه ۲۰۲۴ در میلواکی، ویسکانسین رخ داد. این دومین تلاش برای خشونت علیه ترامپ در یکی از راهپیمایی‌های او بود. اولین مورد در سال ۲۰۱۶ بود، زمانی که مردی تلاش کرد یک افسر امنیتی را در یک تجمع در لاس وگاس خلع سلاح کند.
در ۳ ژوئیه ۲۰۲۴، اعلام شد که ترامپ در ۱۳ ژوئیه تجمعی در مزرعه باتلر در کانوکنسینگ تاونشیپ و مریدین، نزدیک باتلر، پنسیلوانیا برگزار خواهد کرد. در ۱۰ ژوئیه، یک تیم پیشرو شروع به راه اندازی برای رالی، از جمله نصب ژنراتورها در یک میدان باز بزرگ کرد. این تظاهرات بخشی از تلاش‌های کمپین ترامپ برای جمع‌آوری آرا در پنسیلوانیا بود، که نظرسنجی‌ها نشان می‌دهد ایالتی در حال نوسان است؛ این ایالت دارای ۱۹ رأی در کالج الکترال است. دیوید مک کورمیک، نامزد جمهوری خواهان در انتخابات همزمان مجلس سنای ایالات متحده در این ایالت، برای افزایش حمایت از مبارزات انتخاباتی خود در طول تظاهرات روی صحنه دعوت شد. مایک کلی، نماینده ایالات متحده گفت که با کمپین ترامپ تماس گرفته است تا توصیه کند که تجمع در منطقه ای برگزار شود که می‌تواند جمعیت بیشتری نسبت به زمین‌های نمایش مزرعه باتلر داشته باشد، و پاسخ آنها این بود: «ما از نظرات شما قدردانی می‌کنیم، اما قبلاً تصمیم خود را گرفته‌ایم.»

## اقدامات امنیتی
دفتر تحقیقات فدرال قبل از این رویداد هیچ اطلاعاتی در مورد تهدید خاصی نداشت. سرویس مخفی اقدامات امنیتی ترامپ را در هفته‌های قبل افزایش داده بود، زیرا اطلاعاتی به دست آمده بود که نشان می‌داد ایران در حال برنامه‌ریزی برای ترور ترامپ است، همین اطلاعات باعث شد سرویس مخفی اقدامات امنیتی را قبل از حادثه تقویت کند. سرپرست وزارت امور خارجه ایران این ادعا را رد کرد و گفت که برای دستور ترور قاسم سلیمانی «مسیری قانونی برای کشاندن ترامپ به عدالت را پی خواهد گرفت».
مایک کلی، نماینده ایالات متحده گفت که با کمپین ترامپ تماس گرفته است تا برگزاری تجمع را در منطقه ای که می‌تواند جمعیت بیشتری نسبت به زمین‌های نمایش مزرعه باتلر داشته باشد، توصیه کرده است، و پاسخ آنها این بود: ما از نظرات شما قدردانی می‌کنیم، اما قبلاً اقدام شده است. به آن فکر خواهیم کرد.
شرکت کنندگان در گردهمایی‌های ترامپ از نظر اقلام ممنوعه از جمله سلاح غربالگری می‌شوند. سرویس مخفی به‌طور معمول ساختمان‌ها و واحدهای مجاور، از جمله سازه‌های خارج از محیط‌های امنیتی را بررسی و نظارت می‌کند. گشت زنی توسط پلیس ایالتی، و یک محافظت داخلی بود که عوامل سرویس مخفی را در خود جای داده بود. همچنین، چهار تیم مجزای ضد تک تیرانداز، دو تیم از سرویس مخفی و دو تیم از مجریان قانون محلی، به این رویداد اختصاص داده شدند.[۴۴] یکی از این تیم‌ها، متشکل از سه تک‌تیرانداز (افسر محلی SWAT، گرگ نیکول، عضو تیم SWAT از بیور کانتی جیسون وودز، و تیرانداز سوم از تیم SWAT کانتی باتلر)، که در داخل ساختمان متعلق به AGR International قرار گرفتند.
پلیس ایالتی پنسیلوانیا، که به عنوان آژانس مجری قانون برای Connoquenessing Township عمل می‌کند، نیز در مسائل امنیتی شرکت داشت. به پلیس شهرستان باتلر وظایف ترافیکی داده شد. باتلر سیتی هیچ پرسنلی را نفرستاد چرا که رویداد در محدوده آن شهر نبود.

## تیراندازی
در روز سوءقصد نافرجام، توماس متیو کروکس تفنگ پدرش را قرض گرفت؛ یک تفنگ ساخته شده توسط شرکت دی‌پی‌ام‌اس پنتر آرمز که به سبک AR-15 با لوله ۱۶ اینچی (طول کل ۳۲ اینچ)، محفظه‌ای در ۵٫۵۶×۴۵ میلی‌متر ناتو تولید شده و بُرد مناسبی برای آنچه کروکس می‌خواست داشت. مقامات فدرال این تفنگ را یک تفنگ معمولی در نوع خودش توصیف کردند. او سپس ۵۰ گلوله از یک فروشگاه اسلحه خرید و یک نردبان ۵ فوتی (۱٫۵ متری) نیز خریداری کرد و با ماشینی که در صندوقش یک وسیلهٔ انفجاری قرار داشت، به محل تجمع رفت. او با رفتن بر روی یک واحد تهویه مطبوع بر روی پشت بام ساختمانی در حدود ۱۲۰ متری شمال محل تجمع رفت. این ساختمان دارای سه تک تیرانداز پلیس بود که وظیفه پوشش این تجمع را داشتند، اما هیچ‌یک از آن‌ها به دلیل کمبود نیروی انسانی روی پشت بام قرار نگرفتند. کروکس تحت بازرسی امنیتی قرار نگرفت، زیرا به گفته مقامات، موقعیت بالای پشت بام او خارج از محیط امنیتی سرویس مخفی برای تجمع بود.

محل قرارگیری تقریبی کروکس، تک‌تیراندازهای سرویس مخفی و ترامپ

به گزارش WPXI، افسران امنیتی قبل از تیراندازی دوبار از کروکس عکس گرفتند. قبل از ساعت ۵:۴۵ بعدازظهر (منطقه زمانی شرقی)، یک افسر پلیس کروکس را روی زمین دید و او را با عکسی به عنوان یک فرد مشکوک گزارش کرد. یک افسر دیگر به دنبال کروکس گشت اما او را پیدا نکرد. چندین افسر محلی کروکس را شناسایی کردند و معتقد بودند که او در نزدیکی مغناطیس‌سنج‌های رویداد عملکرد مشکوکی داشته. آن‌ها سوء ظن خود را از طریق رادیو ابراز کردند و ارتباطات رادیویی آن‌ها در دسترس سرویس مخفی بود. ساعت ۵:۴۵ بعد از ظهر، یکی از اعضای تیم تاکتیکی واحد خدمات اضطراری شهرستان بیور، کروکس را روی یک پشت بام دید، به سایر خدمات امنیتی اطلاع داد و از کروکس عکس گرفت. به گزارش فوربس، در یکی از دو موردی که از کروکس عکس گرفته شده، افسر پلیسی که از او عکس گرفته، او را در حال «بررسی» سقف و حمل یک مسافت‌یاب گلف مشاهده کرده است. گزارش‌ها حاکی از آن است که چند نفر از حاضران در محل، مردی را دیده‌اند که در حال حمل اسلحه به سمت پشت‌بام می‌رفته و نزدیک به یک دقیقه و نیم قبل از شلیک گلوله‌ها به سمت ترامپ، دراین‌باره به پلیس خبر داده‌اند. یک افسر پلیس شهرستان باتلر برای پیدا کردن کروکس با کمک یک افسر دیگر تلاش کرد تا بر روی پشت‌بام برود. در حالی که دستان افسر بر روی لبهٔ پشت‌بام قرار داشت، کروکس وی را دید و تفنگ خود را سمت او نشانه گرفت که باعث شد تا افسر دستانش را رها کند و از ارتفاع ۲٫۴ متری سقوط کند که موجب صدمه دیدن مچ پایش شد. کروکس بلافاصله پس از روبه‌رو شدن با این افسر، اقدام به تیراندازی به سمت ترامپ کرد.
ترامپ حدود ساعت ۶:۰۳ بعدازظهر روی صحنه آمد چند دقیقه پس از شروع سخنرانی او، تقریباً در ساعت ۶:۱۱ بعد از ظهر، کروکس هشت گلوله به سمت تجمع شلیک کرد، این گلوله‌ها به ترامپ و سه نفر از حاضران در تجمع برخورد کرد. چند ثانیه بعد کروکس توسط یک تک‌تیرانداز سرویس مخفی ایالات متحده کشته شد. با شنیده شدن صدای تیراندازی، شرکت‌کنندگان در تجمع فریاد زدند «بخوابید!» دو گلوله احتمالاً توسط مأموران قانون شلیک شده، یکی بلافاصله پس از شلیک کروکس و دیگری ۱۶ ثانیه بعد. تک‌تیراندازهای سرویس مخفی به دلیل شیب سقفی که کروکس روی آن قرار داشت، احتمالاً نتوانستند کروکس را هنگام خزیدن به موقعیت شلیک ببینند، به‌ویژه تیم تک‌تیرانداز شمالی که خط دیدش توسط درختان مسدود شده بود.
ترامپ از ناحیه بالای گوش راست خود مجروح شد. او دستش را سمت گوش راستش گرفت و سپس پشت سکوی سخنرانی پناه گرفت. مأموران سرویس مخفی به سمت ترامپ رفتند و از او محافظت کردند. پس از گذشت حدود ۲۵ ثانیه، مأموران به ترامپ کمک کردند تا بلند شود و در آن زمان خون روی گوش و صورت او نمایان شد. او از مأموران سرویس مخفی خواست به او اجازه دهند کفش‌هایش را بردارد. به گفته ترامپ، مأموران «آنقدر محکم من را گرفتند که کفش‌هایم درآمد». یک لب‌خوان اظهار کرده که ترامپ در این لحظه می‌گوید «چی؟ خون روی صورت من است؟» و این نشان می‌دهد که شخصی به او گفته که خون‌ریزی دارد. در هنگام خروج از صحنه، ترامپ به مأموران سرویس مخفی گفت منتظر بمانند و سپس مشت خود را بلند کرد و فریاد زد «بجنگ! بجنگ! بجنگ!». جمعیت با تشویق و شعار «U-S-A!» پاسخ دادند. سپس ترامپ به یک وسیله نقلیه اسکورت شد و به بیمارستانی در آن نزدیکی منتقل گردید.
ترامپ نمودار بزرگی را که آمار مهاجرت را نشان می‌داد، نجات‌دهنده جانش دانست. او لحظه‌ای قبل از شلیک اول، سرش را به سمت نمودار چرخاند و به آن اشاره کرد. این حرکت احتمالاً او را از شلیک مستقیم گلوله به سرش نجات داد. ترامپ بعداً گفت: «اگر به آن نمودار اشاره نمی‌کردم و سرم را نمی‌چرخاندم تا به آن نگاه کنم، آن گلوله دقیقاً به سرم می‌خورد.»

## قربانیان
به غیر از ترامپ، سه مرد مورد اصابت گلوله قرار گرفتند. کوری کمپراتوره (۵۰ ساله) از سارور، پنسیلوانیا بر اثر اصابت گلوله جان باخت. کمپراتوره یک مهندس پروژه و ابزار و رئیس سابق شرکت آتش‌نشانی داوطلبانه شهر بوفالو بود.  به گفته خانواده وی و جاش شاپیرو فرماندار پنسیلوانیا، او در حالی که از همسر و دخترانش در برابر تیراندازی محافظت می‌کرد جان خود را از دست داد.
دو نفر دیگر از تماشاگران مورد اصابت گلوله قرار گرفتند و به شدت مجروح شدند. هر دو در روز بعد در وضعیت پایداری قرار داشتند. رانی جکسون، نمایندهٔ مجلس نمایندگان آمریکا گفت که گلوله‌ای گردن برادرزاده‌اش را خراشیده است.

## عامل حمله
در ۱۴ ژوئیه، اف‌بی‌آی عامل تیراندازی را توماس متیو کروکس ۲۰ ساله از پارک بتل در ایالت پنسیلوانیا معرفی کرد که حدود یک ساعت با ماشین تا محل برگزاری تجمع فاصله دارد. اعتقاد بر این بود که کروکس به تنهایی عمل کرده است. به گفته منابع مجری قانون، تفنگی که کروکس از آن استفاده کرده، توسط پدرش به صورت قانونی خریداری شده بود. کروکس در دبیرستان بتل پارک تحصیل کرده بود و دو ماه قبل از تیراندازی از کالج محلی شهرستان آلگنی فارغ‌التحصیل شد. او سابقه کیفری نداشت.
کروکس به عنوان یک دستیار در آشپزخانه یک خانه سالمندان در آن نزدیکی کار می‌کرد. برخی از افرادی که او را می‌شناختند او را فردی ساکت توصیف می‌کردند و یکی از همکلاسی‌های سابقش می‌گفت که او «هر روز» در مدرسه به خاطر پوشیدن لباس‌های استتار مورد آزار و اذیت قرار می‌گرفت. اکثر همسایگان نیز کروکس را به عنوان فردی ساکت و معمولی توصیف کردند. کروکس یکی از اعضای باشگاه ورزشی کلرتون بود که دارای محل تمرین تیراندازی به اهداف ۱۸۰ متری است.
سوابق عمومی هیچ نشانه روشنی از نظرات کروکس بیان نمی‌کند. فعالیت‌های سیاسی او به ظاهر متناقض است و هیچ نوشته و پست شناخته شده‌ای در رسانه‌های اجتماعی وجود ندارد که نشان‌دهنده ایدئولوژی او باشد. مقامات اعلام کرده‌اند که معلوم نیست دیدگاه‌های سیاسی او چه بوده و این‌که آیا این سوءقصد مربوط به آن‌ها بوده است یا خیر. سوابق مالی کمپین فدرال نشان می‌دهد که در ۲۰ ژانویه ۲۰۲۱، زمانی که او ۱۷ سال داشته، کروکس ۱۵ دلار به یک گروه مشارکت رای‌دهندگان، از طریق پلتفرمی به نام ActBlue اهدا کرده، پلتفرمی که عمدتاً توسط دموکرات‌ها و سازمان‌های مترقی مورد استفاده قرار می‌گیرد. او برای رأی دادن به عنوان یک جمهوری‌خواه ثبت‌نام کرده بود. ثبت‌نام رأی او از سپتامبر ۲۰۲۱، ماهی که او ۱۸ ساله شد، فعال بود. اف‌بی‌آی گفت که «هیچ نشانه‌ای مبنی بر هرگونه مشکل سلامت روانی» در مورد کروکس وجود ندارد.

## کیفر خواست علیه سپاه پاسداران انقلاب اسلامی
کیفرخواست جنایی ثبت‌شده در دادگاه فدرال منهتن، نیویورک، نشان می‌دهد که یک مقام ناشناس سپاه پاسداران انقلاب اسلامی در ماه سپتامبر (۱۱ شهریور تا ۹ مهر ۱۴۰۳) به یکی از عوامل حکومت ایران دستور داده بود برنامه‌ای را برای شناسایی و در نهایت کشتن ترامپ آماده کند دو نفر در رابطه با این کیفر خواست بازداشت و یک نفر فراری است.

## پیامد
ترامپ بلافاصله پس از تیراندازی برای معاینه به بیمارستان باتلر مموریال منتقل شد. سخنگوی سرویس مخفی تأیید کرد که او سالم است. کاروان سواره ترامپ حدود ساعت ۹:۳۰ شب از بیمارستان خارج شد و به مقصد فرودگاه بین‌المللی پیتسبورگ حرکت کرد. ترامپ بامداد ۱۴ ژوئیه در فرودگاه بین‌المللی لیبرتی نیوآرک در نیوجرسی فرود آمد و شب را در باشگاه ملی گلف ترامپ سپری کرد. او در ۱۵ ژوئیه در کنوانسیون ملی جمهوری خواهان (RNC) با یک گوش پانسمان شده شرکت کرد. پس از تیراندازی، تمهیدات امنیتی در برج ترامپ و کنوانسیون تقویت شد. کمپین انتخاباتی ترامپ یک کمپین جمع‌آوری کمک مالی GoFundMe برای مجروحان یا کشته‌شدگان ترتیب داد و تا ۱۴ ژوئیه بیش از ۲ میلیون دلار جمع‌آوری کرد.
پس از تیراندازی، سهام مرتبط با منافع رسانه‌ای و فناوری ترامپ و همچنین سهام سایر شرکت‌هایی که می‌توانند از ریاست جمهوری دونالد ترامپ سود ببرند، مانند سهام ارزهای دیجیتال و سهام اسلحه، افزایش قابل توجهی را تجربه کردند. سهام گروه رسانه و فناوری ترامپ ۳۱ درصد افزایش یافت و ارزش بازار سهام آن را به ۷٫۷ میلیارد دلار رساند. سهام‌های عمده مرتبط با ارزهای دیجیتال، از جمله کوین‌بیس، رایوت پلتفرمز و ماراتون دیجیتال با افزایش ۱۱ تا ۱۸ درصدی مواجه شد. پلتفرم اشتراک‌گذاری ویدیوی رامبل که به دلیل محبوبیتش در بین بینندگان محافظه‌کار شناخته می‌شود، شاهد جهش ۲۱ درصدی قیمت سهام خود بود. این افزایش‌ها نشان‌دهنده افزایش اعتماد سرمایه‌گذاران به شانس ترامپ برای پیروزی در انتخابات ریاست جمهوری آینده آمریکا است.

### تحقیق و بررسی
اف‌بی‌آی همراه با بخش امنیت ملی وزارت دادگستری ایالات متحده آمریکا، سرویس مخفی ایالات متحده آمریکا و اداره مشروبات الکلی، دخانیات، سلاح‌های گرم و مواد منفجره، تحقیقات در مورد این پرونده را بر عهده دارند. این حادثه به عنوان یک ترور نافرجام و همچنین به عنوان یک اقدام تروریستی داخلی مورد بررسی قرار می‌گیرد. پلیس جنازهٔ کروکس را از پشت‌بام خارج کرد. در زمان تیراندازی کروکس هیچ مدرک شناسایی‌ای همراهش نداشت و او با استفاده از اثر انگشت و دی‌ان‌ای شناسایی شد. در خانه و ماشین کروکس مواد منفجره پیدا شد. کروکس صاحب دو گوشی هوشمند و حداقل یک لپ‌تاپ بود. بلافاصله بعد از تیراندازی، بخش آزمایشگاه اف‌بی‌آی تحقیقات جرم‌یابی بر روی تلفن هوشمند وی را آغاز کرد. آن‌ها دریافتند که کروکس بر روی تلفنش تصاویری از ترامپ، بایدن و چندین شخصیت مشهور دیگر را جست‌وجو کرده بود و همچنین تاریخ برگزاری تجمعات ترامپ و کنوانسیون ملی دموکرات‌ها را نیز جست‌وجو کرده بود.

### انتقاد از تمهیدات امنیتی
بخش امنیتی سرویس مخفی که مسئول حفاظت از رئیس‌جمهور سابق در جریان تجمع بود، به دلیل عدم دسترسی به سقف ساختمانی که کروکس از آن تیراندازی کرد، با انتقاداتی مواجه شد. سه تک تیرانداز پلیس در ساختمان حضور داشتند، اما هیچ‌کدام روی پشت بام حضور نداشتند و قادر به محافظت از آن نبودند. دلیل این امر «برنامه‌ریزی بسیار ضعیف» و کمبود نیروی انسانی اعلام شد. نمایندگان دموکرات و جمهوری‌خواه هر دو نسبت به «اشتباهات یا سهل‌انگاری‌هایی که موجب تیراندازی به سمت ترامپ شد»، ابراز نگرانی کردند. سرویس مخفی اعلام کرد که منابع حفاظتی بیشتری را برای تطبیق با برنامه‌های سفر مبارزات انتخاباتی اضافه کرده و ادعاهایی مبنی بر این که درخواست ترامپ برای حفاظت بیشتر را نادیده گرفته را رد کرد. کیمبرلی چیتل، رئیس سرویس مخفی اذعان کرد که خطایی «غیرقابل قبول» رخ داده است. در ۲۳ ژوئیه، چیتل استعفای خود را از مقام ریاست سرویس مخفی اعلام کرد.

### عکس‌های مشت گره‌کرده ترامپ
ایوان ووچی از آسوشیتدپرس تصاویر تحسین‌شده‌ای از ترامپ خون‌آلود گرفت در حالی که مشت گره‌کردهٔ خود را بالا گرفته، پرچم آمریکا پشت سرش است و مأموران سرویس مخفی نیز دور او هستند. این عکس‌ها به سرعت در رسانه‌های اجتماعی و تلویزیون پخش شد و به‌طور گسترده توسط متحدان و طرفداران ترامپ، از جمله اعضای خانواده‌اش و اعضای جمهوری‌خواه کنگره مورد استفاده قرار گرفت. این تصاویر در برگیرنده مردانگی، قدرت، خود دونالد ترامپ، ایالات متحده و همچنین جنگ فرهنگی جاری در این کشور توصیف شدند و به سرعت در شبکه‌های اجتماعی وایرال شدند.
فریزر نلسون، روزنامه‌نگار سیاسی، این تصاویر را «عکس‌های یک‌بار در هر نسل» گرفته می‌شود و یکی از «مهم‌ترین عکس‌هایی که تا به حال گرفته شده است» نامید. بنجامین والاس ولز از نیویورکر دربارهٔ یکی از تصاویری که به‌طور گسترده منتشر شده است، نوشت: «این تصویر از هم‌اکنون تصویری پاک‌نشدنی از دوران بحران و درگیری سیاسی ماست». وی نتیجه‌گیری کرد که «این تصویری است که او را آنطور که دوست دارد دیده شود، نشان می‌دهد؛ در واقع آنقدر عالی او را به تصویر می‌کشد که ممکن است دوام بیشتری از بقیه داشته باشد.» تایلر آستین هارپر از آتلانتیک عکس ووچی را «فوراً افسانه‌ای» نامید. بیزینس اینسایدر این نظرات را تکرار کرد و نوشت که «به نمادین‌ترین تصویر از انتخاب مجدد او در میان جمهوری‌خواهان تبدیل شده است». شاون مک‌کریش از نیویورک تایمز نوشت که این عکس غریزه ترامپ برای مدیریت دقیق تصویرش حتی «در میانه آشوب» آشکار می‌کند.

## اطلاعات نادرست و تئوری توطئه
به دنبال این حادثه تئوری‌های توطئه نیز در شبکه‌های اجتماعی همه‌گیر شد. برخی از جناح چپ گفتند که تیراندازی نمایشی دروغین بود که توسط ترامپ تنظیم شده بود، برخی از حامیان ترامپ مطرح کردند که سرویس مخفی عمداً به دستور کاخ سفید در محافظت از ترامپ کوتاهی کرده است. این فرضیات پس از انتشار پوستری که همزمان پرچم آمریکا، دست مشت کرده ترامپ و آسمان است قوت گرفت.

## واکنش‌ها
دانشمندان علوم سیاسی، مورخان، و بسیاری از شخصیت‌های سیاسی دموکرات و جمهوری‌خواه به تیراندازی به عنوان یک نتیجه قطب بندی سیاسی در ایالات متحده اشاره کردند. تیراندازی منجر به همدردی گسترده با ترامپ در رسانه‌های اجتماعی شد، و شخصیت‌های عمومی در سراسر طیف سیاسی داخلی و بین‌المللی خواستار کاهش تنش‌ها شدند و تلاش برای ترور را محکوم کردند.

### آمریکا

#### دونالد ترامپ
بلافاصله پس از تأیید امن بودن، ترامپ بیانیه‌ای در پلتفرم رسانه اجتماعی خود Truth Social منتشر کرد که در آن تجربیات خود را بازگو کرد، از پرسنل اجرای قانون و سرویس مخفی تشکر کرد و به خانواده‌های کشته‌شدگان و مجروحان تسلیت گفت:
من می‌خواهم از سرویس مخفی ایالات متحده و همه نیروهای مجری قانون برای واکنش سریع آنها در مورد تیراندازی که اخیراً در باتلر، پنسیلوانیا رخ داد، تشکر کنم. مهم‌تر از همه، من می‌خواهم به خانواده فردی که در رالی کشته شد و همچنین به خانواده دیگری که به شدت مجروح شد تسلیت بگویم. باور نکردنی است که چنین اقدامی در کشور ما ممکن است رخ دهد. در حال حاضر چیزی در مورد تیرانداز که اکنون کشته شده است، در دست نیست. گلوله ای به من شلیک شد که قسمت بالای گوش راستم را سوراخ کرد. فوراً فهمیدم که مشکلی وجود دارد که صدای وز وز، تیراندازی را شنیدم و فوراً احساس کردم که گلوله روی پوست می‌شکافد. خونریزی زیادی رخ داد، بنابراین من متوجه شدم چه اتفاقی می‌افتد. خداوند آمریکا را در پناه خود نگه دارد!— دونالد ترامپ

#### دولت فدرال
جو بایدن، رئیس‌جمهور آمریکا در بیانیه‌ای رسمی، از تیراندازی در راهپیمایی دونالد ترامپ در پنسیلوانیا اظهار اطلاع و از شنیدن اینکه او سالم است شکرگزاری کرد. او همچنین برای ترامپ و خانواده‌اش و برای همه کسانی که در تجمع بودند دعا کرد. علاوه بر آن، بیان کرد که جایی برای این نوع خشونت در آمریکا وجود ندارد و همه باید به عنوان یک ملت متحد باشند و آن را محکوم کنند.

#### دولت‌های ایالتی
فرماندار پنسیلوانیا، جاش شپیرو و فرماندار میشیگان، گرچن ویتمر خشونت سیاسی را محکوم کردند.

### واکنش‌های بین‌المللی
بسیاری از سران کشورها و دولت‌ها و همچنین سازمان‌های بین‌المللی تیراندازی را محکوم کردند و برای ترامپ آرزوی سلامتی کردند.
نخست‌وزیر اسرائیل بنیامین نتانیاهو در توییتی اعلام کرد: «سارا نتانیاهو و من از حمله آشکار به رئیس‌جمهور ترامپ، شوکه شدیم. ما برای سلامتی و بهبودی سریع او دعا می‌کنیم.»
ژائیر بولسونارو، رئیس‌جمهور سابق برزیل پس از این حادثه همبستگی خود را با ترامپ اعلام کرد.
رئیس‌جمهور آرژانتین خاویر میلئی و همچنین رئیس‌جمهور سابق آرژانتین کریستینا فرناندس، حمایت خود را از ترامپ اعلام کرد.
شاهزاده رضا پهلوی در واکنش به سوءقصد به جان وی با آرزوی سلامتی برای ترامپ گفت که خشونت سیاسی در دموکراسی‌ها جایی ندارد.
جاستین ترودو، نخست‌وزیر کانادا، بیانیه‌ای در شبکه‌های اجتماعی منتشر کرد که از این حمله ناراحت است و افزود: افکار من با رئیس‌جمهور سابق ترامپ، کسانی که در این مراسم حضور داشتند و همه آمریکایی‌ها است. ترودو پس از حمله تلفنی با ترامپ صحبت کرد.
در بریتانیا، نخست‌وزیر کی‌یر استارمر رهبری این تیراندازی را محکوم کرد و گفت که از حمله به ترامپ وحشت زده شده است، و اظهار داشت که خشونت سیاسی «در جامعه ما جایی ندارد». کاخ باکینگهام در ۱۵ ژوئیه تأیید کرد که پادشاه چارلز سوم پس از سوء قصد به ترامپ نامه نوشته است. جان سوینی وزیر اول اسکاتلند نیز این حادثه را محکوم کرد.
نارندرا مودی، نخست‌وزیر هند، این حادثه را به شدت محکوم کرد و اظهار داشت که «خشونت جایی در سیاست و دموکراسی ندارد» و برای ترامپ آرزوی بهبودی سریع کرد.
آنتونی آلبانیزی، نخست‌وزیر استرالیا، این تیراندازی را محکوم کرد و گفت «در روند دموکراتیک جایی برای خشونت وجود ندارد» و افزود که از شنیدن امنیت ترامپ تسلی یافته است.
کریستوفر لکسون نخست‌وزیر نیوزیلند گفت که از شنیدن آنچه اتفاق افتاده شوکه شده است و افزود که «هیچ کشوری نباید با چنین خشونت سیاسی روبرو شود».
اولاف شولتس صدراعظم آلمان این تیراندازی را «حمله به دموکراسی» تلقی و محکوم کرد. او حمله به ترامپ را نفرت‌انگیز توصیف کرد و برای رئیس‌جمهور سابق آرزوی بهبودی سریع کرد.
دیگر رهبران اروپایی که تیراندازی را محکوم کردند عبارتند از: ویکتور اوربان رئیس‌جمهور مجارستان، سیمون هریس رئیس‌جمهور ایرلند، جورجیا ملونی نخست‌وزیر ایتالیا، لوک فریدن رئیس‌جمهور لوکزامبورگ و ولودیمیر زلنسکی رئیس‌جمهور اوکراین.
ینس استولتنبرگ، دبیرکل ناتو، از این تیراندازی ابراز شوکه کرد، حمله به ترامپ را محکوم کرد و برای رئیس‌جمهور سابق آرزوی بهبودی سریع کرد. آنتونیو گوترش، دبیرکل سازمان ملل متحد، توسط سخنگوی سازمان ملل تأیید شد که این حمله را به صراحت محکوم کرده و آن را یک اقدام خشونت‌آمیز سیاسی توصیف کرده است. رئیس کمیسیون اروپا، اورسولا فون در لاین، بیانیه‌ای صادر کرد و گفت که از وقایع این تجمع «عمیقاً شوکه شده» و به خانواده یکی از حضار درگذشته، کوری کمپراتوره، تسلیت گفت.
دمیتری پسکوف، سخنگوی مطبوعاتی ولادیمیر پوتین، رئیس‌جمهور روسیه، این رویداد را محکوم کرد و افزود که تیراندازی در فضایی که توسط رهبری بایدن ایجاد شده بود، در چارچوب آنچه که او ادعا می‌کرد تلاش‌هایی برای حذف ترامپ از صحنه سیاسی است.
کوبا صنایع جنگ‌افزاری ایالات متحده و افزایش خشونت سیاسی در آمریکا را مقصر دانست.
ایراکلی کوباخیدزه، نخست‌وزیر گرجستان و دیگر مقامات دولتی گرجستان، «حزب جنگ جهانی» را عامل این حمله دانستند، یک تئوری توطئه تکراری حزب رؤیای گرجستان که ادعا می‌کند یک سازمان بین‌المللی مرموز از سایه‌ها بر جهان غرب اعمال می‌کند.